# Liste der stillgelegten Eisenbahnstrecken in Rheinland-Pfalz

## Einstellung des Personenverkehrs auf Eisenbahnstrecken seit dem Jahre 1900

### Vor 1950
| Datum         | Strecke zwischen den Bahnhöfen            | Teil der Gesamtverbindung | Länge (km) | Zustand 2000  |                   |
| ------------- | ----------------------------------------- | ------------------------- | ---------- | ------------- | ----------------- |
| 1. März 1917  | Braubach – Oberlahnstein                  | Nassauische Kleinbahn     | 3,5        | abgebaut      | 1000 mm Spurweite |
| 1920          | Bingen am Rhein Fruchtmarkt – Bingerbrück | AG Binger Nebenbahnen     |            |               |                   |
| 15. Mai 1929  | Nastätten – Braubach                      | Nassauische Kleinbahn     | 29,6       | abgebaut      | 1000 mm Spurweite |
| 1. Nov. 1930  | Bundenthal – Ludwigswinkel Lager          | Wasgenwaldbahn            | 14,5       | abgebaut      | 600 mm Spurweite  |
| 15. Sep. 1931 | Bindweide – Rosenheim                     | Scheuerfeld–Nauroth       | 1,8        | außer Betrieb |                   |
| 15. Sep. 1931 | Rosenheim – Nauroth (alter Bahnhof)       | Scheuerfeld–Nauroth       |            | abgebaut      |                   |
| 12. Juni 1933 | Ludwigshafen – Mundenheim                 | Ludwigshafen–Meckenheim   | 4,3        | abgebaut      | 1000 mm Spurweite |
| 7. Okt. 1933  | Ludwigshafen – Frankenthal                | Ludwigshafen–Frankenthal  | 11,2       | abgebaut      | 1000 mm Spurweite |
| 1. Aug. 1936  | Bad Kreuznach – Winterburg                | Bad Kreuznach–Winterburg  | 18,5       | abgebaut      | 750 mm Spurweite  |
| 1. Aug. 1936  | Bad Kreuznach Abzweig – Wallhausen        | Bad Kreuznach–Wallhausen  | 6,9        | abgebaut      | 750 mm Spurweite  |
| 14. Mai 1939  | Frankenthal – Großkarlbach                | Frankenthal–Großkarlbach  | 12,3       | abgebaut      | 1000 mm Spurweite |
| 20. März 1945 | Kirchheimbolanden – Marnheim              | Alzey–Kirchheimbolanden   | 5,4        | abgebaut      |                   |
| 26. März 1945 | Weitefeld – Oberdreisbach – Emmerzhausen  | Scheuerfeld–Emmerzhausen  | 1,7        | außer Betrieb |                   |
| 26. März 1945 | Oberdreisbach – Emmerzhausen              | Scheuerfeld–Emmerzhausen  | 14,8       | abgebaut      |                   |

### 1950er Jahre
| Datum          | Strecke zwischen den Bahnhöfen                 | Teil der Gesamtverbindung          | Länge (km) | Zustand 2000 |                                |
| -------------- | ---------------------------------------------- | ---------------------------------- | ---------- | ------------ | ------------------------------ |
| 14. Mai 1950   | Herschbach – Hachenburg                        | Selters–Hachenburg                 | 18,2       | abgebaut     | 1000 Spurweite                 |
| 31. Okt. 1950  | Herdorf – Unterwilden                          | Herdorf–Unterwilden                |            |              |                                |
| 19. Mai 1950   | Bindweide – Nauroth (neuer Bahnhof)            | Scheuerfeld–Emmerzhausen           |            |              | alternativangabe 4. Dezember   |
| 1950           | Alzey – Kirchheimbolanden                      | Alzey–Kirchheimbolanden            | 14,4       | in Betrieb   | seit 29. Mai 1999 reaktiviert  |
| 7. Okt. 1950   | Nierstein – Undenheim–Köngernheim              | Nierstein–Undenheim-Köngernheim    | 10,2       | abgebaut     |                                |
| 1. Jan. 1952?  | Sankt Goarshausen – Nastätten                  | Nassauische Kleinbahn              | 16,1       | abgebaut     | alternativ: (Sommer–Fahrplan?) |
| 1952           | Ingelheim am Rhein Nord – Frei-Weinheim        | Frei-Weinheim–Jugenheim-Partenheim | 5,0        | abgebaut     |                                |
| 1952           | Losheimergraben – Weywertz                     | Jünkerath–Weywertz                 | 14,9       | Güterverkehr |                                |
| 1. Jan. 1953 ? | Nastätten – Zollhaus                           | Nassauische Kleinbahn              | 27,8       | abgebaut     | 1000 mm Spurweite              |
| 31. März 1953  | Sprendlingen – Fürfeld                         | Sprendlingen–Fürfeld               | 14,2       | abgebaut     |                                |
| 31. März 1953  | Osthofen – Westhofen                           | Osthofen–Westhofen                 | 6,1        | abgebaut     |                                |
| 17. Mai 1953   | Edenkoben – Landau in der Pfalz                | Pfälzer Oberlandbahn               | 13,7       | abgebaut     | 1000 mm Spurweite              |
| 17. Mai 1953   | Edenkoben – Villa Ludwigshöhe                  | Pfälzer Oberlandbahn               | 1,8        | abgebaut     | 1000 mm Spurweite              |
| 31. Mai 1954   | Ingelheim am Rhein Nord – Jugenheim-Partenheim | Frei-Weinheim–Jugenheim-Partenheim | 16,5       | abgebaut     |                                |
| 2. Okt. 1954   | Ebertsheim – Hettenleidelheim                  | Ebertsheim – Hettenleidelheim      | 4,1        | abgebaut     |                                |
| 3. Okt. 1954   | Lampertsmühle – Otterbach–Otterberg            | Lampertsmühle-Otterbach–Otterberg  | 4,1        | abgebaut     |                                |
| 31. Jan. 1955  | Edenkoben – Neustadt an der Weinstraße         | Pfälzer Oberlandbahn               | 9,1        | abgebaut     | 1000 mm Spurweite              |
| 2. Okt. 1955   | Freisen – Schwarzerden                         | Türkismühle–Kusel                  | 11,8       | abgebaut     |                                |
| 2. Okt. 1955   | Ludwigshafen–Mundenheim – Meckenheim           | Ludwigshafen–Meckenheim            | 14,5       | abgebaut     | 1000 mm Spurweite              |
| 22. Okt. 1955  | Bingen am Rhein – Dietersheim                  | AG Binger Nebenbahnen              | 5,0        | abgebaut     |                                |
| 2. Juni 1956   | Speyer – Neustadt an der Weinstraße            | Neustadt–Speyer                    | 29,1       | abgebaut     | 1000 mm Spurweite              |
| 30. März 1957  |                                                | AG Binger Nebenbahnen              |            | abgebaut     | Güterverkehr                   |
| 1. Juni 1957   | Rohrbach–Steinweiler – Klingenmünster          | Klingbachtalbahn                   | 9,5        | abgebaut     |                                |
| 2. Juni 1957   | Elkenroth – Weitefeld                          | Scheuerfeld–Emmerzhausen           | 3,0        | Güterverkehr |                                |

### 1960er Jahre
| Datum         | Strecke zwischen den Bahnhöfen             | Teil der Gesamtverbindung               | Länge (km) | Zustand 2000  |                                                                     |
| ------------- | ------------------------------------------ | --------------------------------------- | ---------- | ------------- | ------------------------------------------------------------------- |
| 29. Mai 1960  | Worms – Weinheim                           | Worms – Weinheim                        |            |               |                                                                     |
| 29. Mai 1960  | Linz am Rhein – Kalenborn                  | Linz (Rhein)–Flammersfeld               | 8,9        | Güterverkehr  | seit 199_ Museumsverkehr                                            |
| 29. Mai 1960  | Kalenborn – Flammersfeld                   | Linz (Rhein)–Flammersfeld               | 26,3       | abgebaut      |                                                                     |
| 29. Mai 1960  | Flammersfeld – Altenkirchen (Westerwald)   | Engers–Au                               | 9,5        |               |                                                                     |
| 29. Mai 1960  | Lambrecht (Pfalz) – Elmstein               | Lambrecht-Elmstein                      | 13,0       | Güterverkehr  | seit 1984 Museumsverkehr                                            |
| 16. Juli 1960 | Selters – Herschbach                       | Selters–Hachenburg                      | 5,2        | abgebaut      | 1000 mm Spurweite                                                   |
| 2. Okt. 1960  | Kempenich – Engeln                         | Brohl–Kempenich                         | 6,4        | abgebaut      |                                                                     |
| 2. Okt. 1960  | Engeln – Oberzissen                        | Brohl–Kempenich                         | 5,5        | Güterverkehr  | 1000 mm Spurweite, seit 19__ Museumsverkehr                         |
| 31. Okt. 1960 | Scheuerfeld – Elkenroth                    | Scheuerfeld–Emmerzhausen                | 13,7       | Güterverkehr  |                                                                     |
| 28. Mai 1961  | Worms – Gundheim                           | Worms – Gundheim                        | 11,3       | abgebaut      | auf einem Teil der ehemaligen Trasse befindet sich heute ein Radweg |
| 1. Sep. 1961  | Brohl – Oberzissen                         | Brohl–Kempenich                         | 12,0       | Güterverkehr  | 1000 mm Spurweite, seit 19__ Museumsverkehr                         |
| 30. Sep. 1961 | Polch – Münstermaifeld                     | Polch–Münstermaifeld                    | 10,1       | abgebaut      |                                                                     |
| 30. Sep. 1961 | Bad Münster am Stein – Odernheim am Glan   | Homburg (Saar)–Bad Münster am Stein     | 16,5       |               | Zweigstrecke                                                        |
| 30. Sep. 1961 | Bullay Süd – Traben-Trarbach Ost           | Trier–Bullay                            | 23,8       | abgebaut      |                                                                     |
| 29. Sep. 1962 | Neubrücke (Nahe) – Birkenfeld              | Neubrücke–Birkenfeld                    | 5,3        | abgebaut      |                                                                     |
| 1. Jan. 1963  | Traben-Trarbach Ost – Niederemmel-Piesport | Trier–Bullay                            | 38,7       | abgebaut      |                                                                     |
| 26. Mai 1963  | Jünkerath – Losheimergraben Grenze         | Jünkerath–Weywertz                      | 23,3       | Güterverkehr  | 1986 reaktiviert, inzwischen wieder stillgelegt und abgebaut        |
| 29. Sep. 1963 | Simmern/Hunsrück – Gemünden (Hunsrück)     | Simmern–Gemünden                        | 14,7       | abgebaut      |                                                                     |
| 31. Mai 1964  | Kusel – Schwarzerden                       | Türkismühle–Kusel                       | 10,3       | abgebaut      | auf der ehemaligen Trasse befindet sich heute ein Radweg            |
| 14. Aug. 1965 | Philippsheim – Binsfeld (Eifel)            | Kleinbahn Philippsheim–Binsfeld         | 8,1        | abgebaut      | 750 mm Spurweite                                                    |
| 1. Jan. 1966  | Pronsfeld – Ihren Grenze                   | St. Vith–Gerolstein                     |            | abgebaut      |                                                                     |
| 1. Jan. 1966  | Pronsfeld – Waxweiler                      | Pronsfeld–Waxweiler                     | 8,5        | abgebaut      | heute Fuß- und Radweg                                               |
| 22. Mai 1966  | Niederemmel-Piesport – Neumagen-Dhron      | Trier–Bullay                            | 4,2        | abgebaut      |                                                                     |
| 25. Sep. 1966 | Armsheim – Wendelsheim                     | Wiesbachtalbahn                         | 9,3        | außer Betrieb |                                                                     |
| 25. Sep. 1966 | Hinterweidenthal Ost – Bundenthal-Rumbach  | Hinterweidenthal Ost–Bundenthal-Rumbach | 15,1       | in Betrieb    | reaktiviert                                                         |
| 24. Sep. 1967 | Zweibrücken – Ixheim                       | Zweibrücken–Brenschelbach               | 1,9        | Güterverkehr  |                                                                     |
| 24. Sep. 1967 | Ixheim – Hornbach                          | Zweibrücken–Brenschelbach               | 7,5        | abgebaut      |                                                                     |
| 1. Feb. 1968  | Neumagen-Dhron – Trier Nord                | Trier–Bullay                            | 35,5       | abgebaut      |                                                                     |
| 29. Sep. 1968 | Worms – Offstein                           | Worms–Grünstadt                         |            | abgebaut      |                                                                     |
| 29. Sep. 1968 | Offstein – Neuoffstein                     | Worms–Grünstadt                         |            | außer Betrieb |                                                                     |
| 29. Sep. 1968 | Neuoffstein – Grünstadt                    | Worms–Grünstadt                         |            | Güterverkehr  |                                                                     |
| 29. Sep. 1968 | Igel – Irrel                               | Bitburg-Erdorf–Igel                     | 24,8       | abgebaut      |                                                                     |
| 1969          | Hermeskeil – Türkismühle                   | Trier–Türkismühle                       | 22,4       | abgebaut      | geplant Fuß- und Radweg                                             |
| 1. Juni 1969  | Pronsfeld – Neuerburg                      | Pronsfeld–Neuerburg                     | 25,4       | abgebaut      |                                                                     |
| 1. Juni 1969  | Osthofen – Rheindürkheim                   | Osthofen–Rheindürkheim–Guntersblum      | 2,7        | Güterverkehr  |                                                                     |
| 1. Juni 1969  | Rheindürkheim – Guntersblum                | Osthofen–Rheindürkheim–Guntersblum      | 16,1       | außer Betrieb |                                                                     |
| 27. Sep. 1969 | Grünstadt – Drahtzug                       | Grünstadt – Altleiningen                | 8,3        | Güterverkehr  | inzwischen abgebaut                                                 |
| 27. Sep. 1969 | Drahtzug – Altleiningen                    | Grünstadt – Altleiningen                | 2,4        | abgebaut      |                                                                     |
| 28. Sep. 1969 | Irrel – Bitburg                            | Bitburg-Erdorf–Igel                     | 16,0       | abgebaut      |                                                                     |

### 1970er Jahre
| Datum         | Strecke zwischen den Bahnhöfen       | Teil der Gesamtverbindung           | Länge (km) | Zustand 2000  |                                 |
| ------------- | ------------------------------------ | ----------------------------------- | ---------- | ------------- | ------------------------------- |
| 17. Sep. 1970 | Bitburg – Erdorf                     | Bitburg-Erdorf–Igel                 | 6,2        | Güterverkehr  |                                 |
| 26. Sep. 1971 | Nistertal – Bad Marienberg           | Erbach–Fehl-Ritzhausen              | 5,9        | außer Betrieb |                                 |
| 26. Sep. 1971 | Bad Marienberg – Fehl-Ritzhausen     | Erbach–Fehl-Ritzhausen              | 6,1        | abgebaut      |                                 |
| 27. Mai 1972  | Prüm – Pronsfeld                     | Gerolstein–St. Vith                 | 8,2        | außer Betrieb |                                 |
| 27. Mai 1972  | Lampertsmühle-Otterbach – Weilerbach | Lampertsmühle-Otterbach–Reichenbach | 7,9        | Güterverkehr  |                                 |
| 27. Mai 1972  | Weilerbach – Reichenbach             | Lampertsmühle-Otterbach–Reichenbach | 8,6        | abgebaut      |                                 |
| 1. Okt. 1972  | Höhr-Grenzhausen – Hillscheid        | Grenzau–Hillscheid                  | 2,6        | außer Betrieb |                                 |
| 1. Okt. 1972  | Grenzau – Höhr-Grenzhausen           | Grenzau–Hillscheid                  | 4,1        | abgebaut      |                                 |
| 3. Juni 1973  | Jünkerath – Dümpelfeld               | Dümpelfeld–Lissendorf               | 43,3       | abgebaut      |                                 |
| 29. Sep. 1974 | Osthofen – Gau-Odernheim             | Osthofen–Gau Odernheim              | 18,8       | abgebaut      |                                 |
| 30. Mai 1976  | Simmern – Hermeskeil                 | Langenlonsheim–Hermeskeil           | 72,6       | außer Betrieb |                                 |
| 30. Mai 1976  | Grünstadt – Ramsen                   | Grünstadt-Enkenbach                 | 13,5       | in Betrieb    | reaktiviert 1994/1995           |
| 30. Mai 1976  | Ramsen – Enkenbach                   | Grünstadt-Enkenbach                 | 9,8        | außer Betrieb | Ramsen–Eiswoog 2001 reaktiviert |
| 30. Mai 1976  | Winden – Weißenburg/Wissembourg      | Neustadt–Wissembourg                | 15,8       | in Betrieb    | reaktiviert März 1997           |

### 1980er Jahre
| Datum         | Strecke zwischen den Bahnhöfen         | Teil der Gesamtverbindung                            | Länge (km) | Zustand 2000  | |
| ------------- | -------------------------------------- | ---------------------------------------------------- | ---------- | ------------- | --- |
| 30. Mai 1980  | Zewen – Kreuz–Konz                     |                                                      |            |               | |
| 1. Juni 1980  | Berg – Lauterbourg                     | Wörth–Straßburg                                      | 2,4        | in Betrieb    | 1999 reaktiviert |
| 28. Sep. 1980 | Gerolstein – Gondelsheim               | Gerolstein–St. Vith                                  | 16,0       | Güterverkehr  | |
| 28. Sep. 1980 | Gondelsheim – Prüm                     | Gerolstein–St. Vith                                  | 16,6       | außer Betrieb | |
| 30. Mai 1981  | Kell am See – Hermeskeil               | Trier–Türkismühle                                    | 13,4       | außer Betrieb | |
| 30. Mai 1981  | Pluwig – Kell am See                   | Trier–Türkismühle                                    | 21,2       | abgebaut      | |
| 30. Mai 1981  | Heimbach – Baumholder                  | Heimbach–Baumholder                                  | 8,9        | Güterverkehr  | 2014 reaktiviert |
| 30. Mai 1981  | Homburg – Jägersburg-Waldmohr          | Homburg (Saar)–Bad Münster am Stein                  |            | Güterverkehr  | |
| 30. Mai 1981  | Jägersburg-Waldmohr – Glan-Münchweiler | Homburg (Saar)–Bad Münster am Stein                  |            | abgebaut      | |
| 26. Sep. 1981 | Winden – Bad Bergzabern                | Winden–Bad Bergzabern                                | 10,0       | in Betrieb    | Am 24. September 1995 reaktiviert |
| 31. Okt. 1981 | Daun – Wittlich                        | Wengerohr–Daun                                       | 36,5       | abgebaut 1995 | |
| 27. Mai 1983  | Igel – Trier-West – Ehrang             | Ehrang–Igel (Trierer Weststrecke)                    | 15,6       |               | Reaktivierung geplant, Weiterführung im Regio-Verkehr bis Luxemburg Stadt & über Konz nach Saarburg                                       |
| 28. Mai 1983  | Simmern – Emmelshausen                 | Boppard–Emmelshausen (Hunsrückbahn)                  | 38,1       |               | |
| 23. Sep. 1983 | Langmeil – Monsheim                    | Langmeil-Monsheim (Zellertalbahn)                    |            |               | für Wochenendbetrieb reaktiviert |
| 24. Sep. 1983 | Landau in der Pfalz – Herxheim         | Landau–Herxheim                                      | 10,9       | außer Betrieb | |
| 9. Dez. 1983  | Koblenz-Lützel – Mayen Ost             | Koblenz-Lützel–Mayen Ost                             | 34,1       |               | |
| 1. Juni 1984  | Simmern – Langenlonsheim               | Langenlonsheim–Hermeskeil (Hunsrückquerbahn)         | 37,8       |               | Reaktivierung geplant |
| 1. Juni 1984  | Waldrach – Pluwig                      | Trier–Türkismühle (Hochwaldbahn)                     | 8,4        |               | |
| 1. Juni 1984  | Wörth – Berg                           | Wörth–Straßburg (Bienwaldbahn)                       | 9,7        | in Betrieb    | reaktiviert |
| 1. Juni 1984  | Landau in der Pfalz – Germersheim      | Germersheim–Landau                                   | 21,0       | außer Betrieb | Draisinenbetrieb seit 2006 |
| 1. Juni 1984  | Altenkirchen – Siershahn               | Engers–Au (Holzbachtalbahn)                          | 39,5       |               | Reaktivierung möglich |
| 2. Juni 1984  | Monsheim – Grünstadt                   | Neustadt (Weinstraße)–Monsheim (Pfälzische Nordbahn) | 9,5        | in Betrieb    | Am 28. Mai 1995 reaktiviert |
| 31. Mai 1985  | Wengerohr – Bernkastel-Kues            | Wengerohr–Bernkastel-Kues                            | 15,1       |               | |
| 31. Mai 1985  | Altenglan – Lauterecken-Grumbach       | Homburg (Saar)–Bad Münster am Stein (Glantalbahn)    | 43,3       |               | nur noch Draisinenbetrieb |
| 31. Mai 1985  | Alzey – Bodenheim                      | Bodenheim–Alzey                                      | 30,9       |               | |
| 1. Juni 1985  | Kreuzberg (Ahr) – Adenau               | Remagen–Adenau (Ahrtalbahn)                          | 15,7       |               | zum 2. Juni 1996 wurde der Streckenteil Kreuzberg – Ahrbrück wieder in Betrieb genommen                                                   |
| 27. Sep. 1985 | Trier Hbf – Waldrach                   | Trier–Türkismühle (Hochwaldbahn)                     | 7,3        |               | |
| 28. Sep. 1986 | Diez – Bad Schwalbach                  | Wiesbaden–Diez (Aartalbahn)                          | 28,2       |               | Draisinenbetrieb zwischen Diez und Michelbacher Tunnel, seit 1994 bzw. 1985 Museumsbahnverkehr zwischen Hohenstein und Wiesbaden-Dotzheim |
| 30. Mai 1986  | Staudernheim – Lauterecken-Grumbach    | Homburg (Saar)–Bad Münster am Stein (Glantalbahn)    |            |               | nur noch Draisinenbetrieb |
| 24. Sep. 1988 | Wittlich Stadt – Wengerohr             | Wengerohr–Daun                                       | 4,3        |               | |
| 26. Mai 1989  | Engers – Siershahn                     | Engers–Au (Brexbachtalbahn)                          | 21,6       |               | |
| 26. Mai 1989  | Kaiserslautern Hbf – Eselsfürth        | Kaiserslautern–Enkenbach                             | 13,1       |               | reaktiviert |

### 1990er Jahre
| Datum         | Strecke zwischen den Bahnhöfen | Teil der Gesamtverbindung | Länge (km) | Zustand 2000 |                                              |
| ------------- | ------------------------------ | ------------------------- | ---------- | ------------ | -------------------------------------------- |
| 11. Jan. 1991 | Gerolstein – Kaisersesch       | Andernach–Gerolstein      | 51,4       | Güterverkehr | bis 2013 für Wochenendverkehr reaktiviert    |
| 11. Jan. 1991 | Kaisersesch – Mayen West       | Kaisersesch–Andernach     | 16,6       | in Betrieb   | am 6. August 2000 Verkehr wieder aufgenommen |
| 2. Okt. 1993  | Betzdorf (Sieg) – Daaden       | Betzdorf–Daaden           | 9,9        | in Betrieb   | wurde reaktiviert                            |